# Ectropothecium vitiense
Ectropothecium vitiense là một loài Rêu trong họ Hypnaceae. Loài này được Dixon ex E.B. Bartram mô tả khoa học đầu tiên năm 1948.